# جيريمي مكينون
جيريمي مكينون (بالإنجليزية: Jeremy McKinnon)‏ هو مغني ومنتج أسطوانات ومغن مؤلف أمريكي، ولد في 17 ديسمبر 1985 في أوكالا في الولايات المتحدة.

## وصلات خارجية
- جيريمي مكينون على موقع ميوزك برينز (الإنجليزية)
- جيريمي مكينون على موقع أول ميوزيك (الإنجليزية)
- جيريمي مكينون على موقع ديسكوغز (الإنجليزية)